# Ivanovec
Ivanovec är en ort i Kroatien.   Den ligger i länet Međimurje, i den nordöstra delen av landet, 70 km nordost om huvudstaden Zagreb. Ivanovec ligger 157 meter över havet och antalet invånare är 2 206.
Terrängen runt Ivanovec är platt. Runt Ivanovec är det ganska tätbefolkat, med 67 invånare per kvadratkilometer. Närmaste större samhälle är Čakovec, 3,7 km nordväst om Ivanovec. Trakten runt Ivanovec består till största delen av jordbruksmark.